# Jorma Reenpää
Jorma Reenpää (till 1935 Renqvist), född 26 april 1902 i Helsingfors, död 16 januari 1980, var en finländsk företagsledare. Han var son till Alvar Renqvist.
Reenpää blev student 1920 och diplomingenjör 1925. Han var tjänsteman i Bokindustriagenturen Ab 1925–1928, teknisk ledare i Förlags Ab Otava 1928–1934, verkställande direktör i Yhtyneet Kuvalehdet Oy 1934–1960 och i i Lehtiaitta Oy från 1961. Han var styrelseordförande i Suomen Kuvapalvelu 1939–1960, för Valiolehdet 1947–1960, för Yhtyneet Kuvalehdet 1951–1960 och för Lehtiaitta Oy från 1961. Han var styrelseordförande i Tidskriftsförbundet 1946–1961, medlem i styrelsen och förvaltningsrådet för Finska kulturfonden från 1937 och i styrelsen för Karjalaisen kulttuurin edistämissäätiö från 1950.